# Afrarchaea neethlingi
Espèce
Afrarchaea neethlingi est une espèce d'araignées aranéomorphes de la famille des Archaeidae.

## Distribution
Cette espèce est endémique d'Afrique du Sud.

## Publication originale
- Lotz, 2017 : A new species of Afrarchaea (Araneae: Archaeidae) from South Africa. Arachnology, vol. 17, no 6, p. 296-298.